# Nicolle Martens
Nicolle Martens (28 februari 1997) is een Nederlands voetbalspeelster die als doelverdediger bij VV Alkmaar speelt.

## Statistieken
| Seizoen | Club       | Land      | Competitie | Wedstrijden | Doelpunten |
| ------- | ---------- | --------- | ---------- | ----------- | ---------- |
| 2016/17 | VV Alkmaar | Nederland | Eredivisie | 13          | 0          |
| 2017/18 | VV Alkmaar | Nederland | Eredivisie | 1           | 0          |
| 2018/19 | VV Alkmaar | Nederland | Eredivisie | 19          | 0          |
| 2019/20 | VV Alkmaar | Nederland | Eredivisie | 0           | 0          |
| 2020/21 | VV Alkmaar | Nederland | Eredivisie | –           | –          |
| Totaal  | Totaal     | Totaal    | Totaal     | 33          | 0          |

Laatste update: augustus 2020